# هيدرولاز حمضي
وهيدرولاز حمضي (حمض الليباز الليزوزومية)(بالإنجليزية: Acid hydrolase)‏ هو إنزيم  يعمل بشكل ممتاز  في الوسط الحمضي. يقع عادة في الجسيمات الحالة، والتي تكون  حمضية في الداخل. قد يندمج  حمض الهيدرولاز  مع بعض الإنزيمات مثل : النوكلياز، البروتياز (Protease)،غليكوزيداز(Glycosidases) ، ليباز، إيدورونيك (Sulfatase)،فوسفاتاز و فوسفوليباز .ويشكلون ما يقرب  50 من الانزيمات الهادمة.

## وصلات خارجية
http://www.answers.com/search?q=acid-hydrolase
http://jcb.rupress.org/content/105/4/1561.full.pdf
http://www.ncbi.nlm.nih.gov/pubmed/2497111